# Reprezentacja Macedonii Północnej w piłce wodnej kobiet
Reprezentacja Macedonii Północnej w piłce wodnej kobiet – zespół, biorący udział w imieniu Macedonii w meczach i sportowych imprezach międzynarodowych w piłce wodnej, powoływany przez selekcjonera, w którym mogą występować wyłącznie zawodnicy posiadający obywatelstwo macedońskie. Za jej funkcjonowanie odpowiedzialny jest Macedoński Związek Pływacki (PFM), który jest członkiem Międzynarodowej Federacji Pływackiej.